# باشگاه فوتبال متالاک اوسییک
باشگاه فوتبال متالاک اوسییک (به کرواتی: NK Metalac) یک باشگاه فوتبال در شهر اوسییک، کرواسی است.